# Alkalinitet
 Ikke at forveksle med Alkali.
Alkalinitet er det navn der gives en vandig opløsnings kvantitative evne til at neutralisere en syre. Afmåling af alkalinitet er vigtigt i forbindelse med at afgøre et vandløbs evne til at neutralisere syreforurening fra nedbør eller spildevand. Det er en af de bedste måder at måle et vandløbs følsomhed overfor syreinput. Menneskelige faktorer kan medføre langtidsforandringer i vandløb og floders alkalinitet.
Alkalinitet er relateret til en opløsnings pH, (dens basicitet) men måler en anden egenskab. Forklaret simpelt er en opløsnings pH- en måling af hvor "stærke" baserne i en opløsning er, hvorimod alkaliniteten måler "mængden" af kemiske baser.

## Fodnoter
1. ↑  "Alkalinity". The WQA Glossary of Terms. 31. marts 2000. Arkiveret fra originalen 24. december 2013. Hentet 6. marts 2013.
2. ↑  "Total Alkalinity". United States Environment Protection Agency. Hentet 6. marts 2013.
3. ↑  Kaushal, S. S.; Likens, G. E.; Utz, R. M.; Pace, M. L.; Grese, M.; Yepsen, M. (2013). "Increased river alkalinization in the Eastern U.S". Environmental Science & Technology: 130724203606002. doi:10.1021/es401046s.

| Kemi | Spire Denne artikel om kemi er en spire som bør udbygges. Du er velkommen til at hjælpe Wikipedia ved at udvide den. |